# Busto di Carlo V
Il Busto di Carlo V è una scultura fusa in bronzo intorno al 1553 che ritrae Carlo V, opera degli scultori italiani Leone Leoni e di suo figlio Pompeo. Proveniente dalla collezione reale spagnola, si trova nel museo del Prado. Un'altra versione di questo busto è conservata nel Kunsthistorisches Museum ("museo di storia dell'arte") di Vienna.

## Descrizione
L'armatura riprende quella che l'imperatore indossava durante la battaglia di Mühlberg, immortalata anche nel celebre ritratto pittorico di Tiziano. Sul petto è presente un medaglione con l'immagine di Cristo con la croce che allude al ruolo di soldato di Cristo (miles christi) e di difensore della fede cattolica (defensor fidei) che l'imperatore poté dimostrare nella vittoria sui protestanti nella suddetta battaglia. Questo medaglione si ispira al Cristo della Minerva scolpito da Michelangelo Buonarroti per la basilica di Santa Maria sopra Minerva, a Roma.
Il busto poggia su due figure allegoriche che fiancheggiano l'aquila imperiale degli Asburgo, sottolineando il carattere di eroe classico del Rinascimento con delle palesi reminiscenze della ritrattistica dell'antica Roma. L'espressione dell'imperatore lo fa sembrare come un Marco Aurelio cristiano, anche se l'opera lo colloca stilisticamente nella corrente manierista, lontana dalla serenità tipica del Rinascimento. A livello tecnico, il busto rivela la bravura dei suoi autori. È firmato sul retro del piedistallo, tramite un'iscrizione sul bordo della sua base.